# Berlangas de Roa (kommunhuvudort)
Berlangas de Roa är en kommunhuvudort i Spanien.   Den ligger i provinsen Provincia de Burgos och regionen Kastilien och Leon, i den centrala delen av landet, 140 km norr om huvudstaden Madrid. Berlangas de Roa ligger 783 meter över havet och antalet invånare är 219.
Terrängen runt Berlangas de Roa är platt. Runt Berlangas de Roa är det glesbefolkat, med 17 invånare per kvadratkilometer. Närmaste större samhälle är Aranda de Duero, 15,4 km öster om Berlangas de Roa. Trakten runt Berlangas de Roa består till största delen av jordbruksmark.